# Zinjibar
Zinjibar (arabă زنجبار) este un oraș situat în partea de sud a Yemenului, pe litoral. Este reședința guvernatoratului Abyan. La recensământul din 2004 avea o populație de 20.071 locuitori.